# 紐埃國家足球隊
紐埃國家足球隊是紐埃的國家足球隊，由紐埃足球協會管理。目前紐埃屬於大洋洲足球協會的成員國之一，但並不是國際足聯成員國，因此只可以參加大洋洲足協主權的賽事。
紐埃的正式國際比賽紀錄僅有兩場，包括參加1983年南太平洋運動會面對巴布亞紐幾內亞0比19輸球，以及隨後0比14敗給大溪地。

## 比賽成績

### 泛太平洋運動會
| 泛太平洋運動會成績 | 泛太平洋運動會成績 | 泛太平洋運動會成績 | 泛太平洋運動會成績 | 泛太平洋運動會成績 | 泛太平洋運動會成績 | 泛太平洋運動會成績 | 泛太平洋運動會成績 | 泛太平洋運動會成績 |
| 年份               | 階段               | 名次               | 賽                 | 勝                 | 和                 | 負                 | 入球               | 失球               |
| ------------------ | ------------------ | ------------------ | ------------------ | ------------------ | ------------------ | ------------------ | ------------------ | ------------------ |
| 1983年             | 小組賽             | 11th               | 2                  | 0                  | 0                  | 2                  | 0                  | 33                 |
| 1987年             | 沒有參賽           | 沒有參賽           | 沒有參賽           | 沒有參賽           | 沒有參賽           | 沒有參賽           | 沒有參賽           | 沒有參賽           |
| 1991年             | 沒有參賽           | 沒有參賽           | 沒有參賽           | 沒有參賽           | 沒有參賽           | 沒有參賽           | 沒有參賽           | 沒有參賽           |
| 1995年             | 沒有參賽           | 沒有參賽           | 沒有參賽           | 沒有參賽           | 沒有參賽           | 沒有參賽           | 沒有參賽           | 沒有參賽           |
| 2003年             | 沒有參賽           | 沒有參賽           | 沒有參賽           | 沒有參賽           | 沒有參賽           | 沒有參賽           | 沒有參賽           | 沒有參賽           |
| 2007年             | 沒有參賽           | 沒有參賽           | 沒有參賽           | 沒有參賽           | 沒有參賽           | 沒有參賽           | 沒有參賽           | 沒有參賽           |
| 2011年             | 沒有參賽           | 沒有參賽           | 沒有參賽           | 沒有參賽           | 沒有參賽           | 沒有參賽           | 沒有參賽           | 沒有參賽           |
| 2015年             | 沒有參賽           | 沒有參賽           | 沒有參賽           | 沒有參賽           | 沒有參賽           | 沒有參賽           | 沒有參賽           | 沒有參賽           |
| 總數               | 1/13               | ---                | 2                  | 0                  | 0                  | 2                  | 0                  | 33                 |

## 外部連結
- 紐埃在rsssf的比賽紀錄 （页面存档备份，存于）